# Актобе (Кербулакский район)
Актобе (каз. Ақтөбе, до 199? г. — Первое Мая) — село в Кербулакском районе Жетысуской области Казахстана. Входит в состав Басшийского сельского округа. Код КАТО — 194635200.

## Население
В 1999 году население села составляло 665 человек (332 мужчины и 333 женщины). По данным переписи 2009 года, в селе проживало 599 человек (326 мужчин и 273 женщины).